# NACK
Un NACK (del inglés negative acknowledgement, en español acuse de recibo negativo o asentimiento negativo), en comunicaciones entre computadores, es un mensaje del protocolo que se envía para informar que en la recepción de una trama de datos ha habido un error. Esta circunstancia se detecta gracias a que la trama de datos estaba protegida con un código detector de errores; o porque se define de esta forma en las normas del protocolo. Para proceder al reenvio existen distintas técnicas, como las de rechazo simple y rechazo selectivo, conocidas como técnicas de ARQ, Automatic Repeat reQuest (solicitud automática de reenvío).
Puede tomarse como el contrario de ACK.